# Prix Levi-Conant
Pour les articles homonymes, voir Conant et Prix Conant.
Le prix Levi L. Conant est un prix mathématique décerné par l'American Mathematical Society, depuis 2000 pour l'exceptionnelle clarté de l'exposé dans des articles publiés dans le Bulletin of the American Mathematical Society ou les Notices of the American Mathematical Society durant les cinq dernières années. Ce prix de 1 000 € est décerné annuellement.
Le prix est nommé d'après Levi L. Conant (en) (1857-1916), professeur au Worcester Polytechnic Institute, connu comme l'auteur du livre de mathématiques anthropologiques The number concept (1896). Il laisse à l'AMS 10 000 € pour la fondation du prix portant son nom.

## Lauréats
- 2023 : Joshua Evan Greene pour « Heegaard Floer homology », Notices of the American Mathematical Society, 68 (2021), No. 1, pp. 19–33.
- 2022 : Andrej Bauer pour « Five Stage of Accepting Constructive Mathematics », Bulletin of the AMS, 54 (2017), 481–498.
- 2021 : Dan Margalit pour « The Mathematics of Joan Birman », Notices of the AMS, 66 (2019), 341-353.
- 2020 : Amie Wilkinson pour « What are Lyapunov exponents, and why are they interesting? », Bulletin of the American Mathematical Society, vol 54, p. 79–105.
- 2019 : Alex Wright pour « From rational billiards to dynamics on moduli spaces », Bulletin of the AMS, vol. 53,‎ 2016, p. 41–56.
- 2018 : Henry Cohn pour A Conceptual Breakthrough in Sphere Packing [1]
- 2017 : David H. Bailey, Jonathan Borwein, Andrew Mattingly et Glenn Wightwick pour The Computation of Previously Inaccessible Digits of π2 and Catalan's Constant, Notices de l'AMS, août 2013
- 2016 : Daniel Rothman pour Earth's Carbon Cycle: A Mathematical Perspective, Bulletin de l'AMS, vol 52, 2015, pp 86-102
- 2015 : Jeffrey Lagarias et Zong Chuanming de Mysteries in Packing Regular Tetrahedra, Notices de l'AMS, Volume 59, N ° 11, (2012), 1540-1549.
- 2014 : Alex Kontorovich (de) pour From Apollonius to Zaremba: Local-global phenomena in thin orbits, Bulletin de l'AMS, Vol. 50, 2013, pg. 187-228
- 2013 : John C. Baez et John Huerta, pour « The algebra of grand uniﬁed theories », Bulletin Amer. Math. Soc., vol. 47, no 3,‎ 2010, p. 483–552 (DOI 10.1090/S0273-0979-10-01294-2)
- 2012 : Persi Diaconis pour The Markov chain Monte Carlo revolution, Bulletin de l'AMS, Vol. 46, 2009, pages 179-205
- 2011 : David Vogan pour The Character Table for E8, Notices de l'AMS, Vol. 54, 2007, pages 1122-1134
- 2010 : Bryna Kra pour The Green–Tao Theorem on arithmetic progressions in the primes: an ergodic point of view. Bulletin de l'AMS, Vol. 43, 2006, page. 3-23
- 2009 : John Morgan pour Recent Progress on the Poincaré Conjecture and the Classification of 3-Manifolds. Bulletin de l'AMS, Vol. 42, 2005, pages 57-78.
- 2008 : J. Brian Conrey (en) pour The Riemann Hypothesis. Notices de l'AMS, Vol. 50, 2003, N ° 3, pg. 341-353; et Shlomo Hoory, Nati Linial, Avi Wigderson pour Expander graphs and their applications. Bulletin de l'AMS, Vol. 43, 2006, N ° 4, pg. 439-561.
- 2007 : Jeffrey Weeks pour The Poincare Dodecahedral Space and the Mystery of the Missing Fluctuations. Notices de l'AMS, Vol. 51, 2004, n ° 6, pg. 610-619.
- 2006 : Ronald Solomon pour A Brief History of the Classification of the Finite Simple Groups. Bulletin de l'AMS, Vol. 38, 2001, N ° 3, pg. 315-352.
- 2005 : Allen Knutson (en) et Terence Tao pour les Honeycombs and Sums of Hermitian Matrices. Notices de l'AMS, Vol. 48, 2001, page. 175-186
- 2004 : Noam Elkies pour Lattices, Linear Codes, and Invariants. Notices de l'AMS, Vol. 47, 2000, Partie 1: n ° 10, pp 1238-45; Partie 2: N ° 11, pp 1382-91.
- 2003 : Nicolas Katz et Peter Sarnak pour « Zeroes of zeta functions and symmetry », Bulletin Amer. Math. Soc., vol. 36,‎ 1999, p. 1-26.
- 2002 : Elliott Lieb et Jakob Yngvason pour « A Guide to Entropy and the Second Law of Thermodynamics », Notices Amer. Math. Soc., vol. 45, no 5,‎ 1998, p. 571-581.
- 2001 : Carl Pomerance pour « A Tale of Two Sieves », Notices Amer. Math. Soc., vol. 43, no 12,‎ 1996, p. 1473-1485.